# Округ Реј (Мисури)
Реј (енгл. Ray County) је округ у америчкој савезној држави Мисури.

## Демографија
По попису из 2010. године број становника је 23.494, што је 140 (0,6%) становника више него 2000. године.
| Група             | 2000.          | 2010.          |
| Белци             | 22.384 (95,8%) | 22.338 (95,1%) |
| Афроамериканци    | 341 (1,5%)     | 280 (1,2%)     |
| Азијати           | 44 (0,2%)      | 61 (0,3%)      |
| Хиспаноамериканци | 253 (1,1%)     | 415 (1,8%)     |
| Укупно            | 23.354         | 23.494         |